# Suzanne Cory
Suzanne Cory, née le 11 mars 1942, est une biologiste moléculaire et généticienne australienne qui, outre ses travaux dans le domaine du cancer, est réputée pour avoir poussé au développement de la culture scientifique dans son pays,. Elle est membre de nombreuses académies des sciences dans le monde (en France, au Japon, aux États-Unis, au Vatican), et a été récompensée de très nombreux prix.
Elle a été présidente de l'Académie australienne des sciences de 2010 à 2014.
la majeure partie de ses travaux est réalisée conjointement avec son mari Jerry Adams.